# ألوتشة ملك
ألوتشة ملك هي قرية في مقاطعة شبستر، إيران. يقدر عدد سكانها بـ 104 نسمة بحسب إحصاء 2016.